# عقد 1070 هـ
عقد 1070 هـ هو الفترة بين عام 1070 إلى 1079 في التقويم الهجري، أي العشر سنوات الثامنة من القرن الحادي عشر الهجري.